# Afonso, Conde de Chester
Afonso (Baione, 24 de novembro de 1273 — Castelo de Windsor, 19 de agosto de 1284) foi o nono filho de Eduardo I da Inglaterra e Leonor de Castela. Durante sua vida foi o primeiro na linha de sucessão ao trono da Inglaterra por parte de seu pai, e por parte de sua mãe foi conde de Ponthieu, na França.
Afonso nasceu em Baiona, na Gasconha, e teve seu nome herdado de seu tio por parte materna, rei Afonso X de Castela, que foi seu padrinho. Aos dez anos de idade noivou com Margaret, filha de Florêncio V da Holanda, e um saltério estava sendo preparado para o casamento, quando ele morreu alguns meses antes do casamento.